# Vildvuxna rosor
Vildvuxna rosor är ett musikalbum av Thorsten Flinck, utgivet den 13 mars 2005.

## Låtlista
1. Här och nu (duett med Monica Törnell) [av Björn Afzelius]
2. Jag var inte sjuk (ballad Till K) [av Björn Afzelius]
3. Manuel [av Dan Hylander]
4. Gengångare [av Dan Andersson/Calle Löfmarck]
5. Min vackre son (duett med Totta Näslund) [av Thorsten Flinck]
6. Elsinore [av Björn Afzelius]
7. Dialog i Mariagränd [av Björn Afzelius]
8. En spelmans jordafärd [av Dan Andersson/Erik Löfmarck]
9. Nattlig visit [av Björn Afzelius]
10. Dansa i neon (duett med Ola Salo) [av Tim Norell/Peo Thurén]
11. Rövarkungens ö (cover av Nationalteatern) [av Ulf Dageby]

Anmärkning:
För spår fyra - "Gengångare" - har det fram till 2013 uppgivits fel upphovsman till musiken i konvolutet. Det är Calle Löfmarck och inte Tommy Rådberg som står för tonsättningen. STIM korrigerade detta den 30 april 2013. På fysiska exemplar av albumet, tryckta före detta datum, stämmer således inte uppgifterna om upphovsman till detta spår. Detta gäller även Thorsten Flincks album En dans på knivens egg från 2012 där samma tonsättning av Gengångare finns med. Calle Löfmarcks originalkomposition återfinns i original på Erik Löfmarcks album Gengångare (Anderson Records, 1998).